# 吕康 (亞利桑那州)
林康（英語：Rincon）是位於美國亞利桑那州皮馬縣的一個非建制地區。該地的面積和人口皆未知。

## 地理
林康的座標為32°04′34″N 111°55′04″W / 32.07611°N 111.91778°W，而該地的平均海拔高度為791米（即2595英尺）。